# ヨルダン・アルバレス
ヨルダン・ルーベン・アルバレス（Yordan Ruben Álvarez, 1997年6月27日 - ）は、キューバのラス・トゥーナス出身のプロ野球選手（一塁手、外野手、指名打者）。右投左打。MLBのヒューストン・アストロズ所属。

## 経歴

### キューバ時代
キューバの国内野球リーグ セリエ・ナシオナル・デ・ベイスボルのレニャドレス・デ・ラス・トゥーナスでプレーした。

### プロ入りとドジャース傘下時代
2016年6月、ロサンゼルス・ドジャースとマイナー契約を結ぶ。

### アストロズ時代
2016年8月にジョシュ・フィールズとのトレードで、ヒューストン・アストロズへ移籍した。この移籍後に傘下のルーキー級ドミニカン・サマーリーグ・アストロズでプロデビュー。16試合に出場して打率.341、1本塁打、4打点、2盗塁を記録した。
2017年はA級クアッドシティーズ・リバーバンディッツとA+級ビューズクリーク・アストロズでプレーし、2球団合計で90試合に出場して打率.304、12本塁打、69打点、8盗塁を記録した。オールスター・フューチャーズゲームの世界選抜に選出された。オフにはアリゾナ・フォールリーグに参加し、メサ・ソーラーソックスに所属した。
2018年はAA級コーパスクリスティ・フックスとAAA級フレズノ・グリズリーズでプレーし、2球団合計で88試合に出場して打率.293、20本塁打、74打点、6盗塁を記録した。また、この年もオールスター・フューチャーズゲームの世界選抜に選出された。
2019年は開幕をAAA級ラウンドロック・エクスプレスで迎え、6月9日にメジャー契約を結んでアクティブ・ロースター入りした。同日のボルチモア・オリオールズ戦にて「5番・指名打者」でメジャーデビューすると、4回裏にディラン・バンディからメジャー初安打となる2点本塁打を放った。その後、87試合の出場で27本塁打を放つなど、打率.313、78打点、OPS（出塁率.412+長打率.655）1.067と猛打炸裂。強打自慢のアストロズに彗星の如く現れ、新人とは思えない打棒でリーグ優勝への起爆剤となった。
オフに記者30人の1位票をすべて集める満票で新人王を受賞した。また、同年から新設されたオールMLBチームのセカンドチーム指名打者に選出された。
2021年はキャリア初となるシーズン30本塁打以上を達成。
オフの11月23日に2年ぶり2度目となるオールMLBチームのセカンドチーム指名打者に選出された。
2022年オフの11月17日に全米野球記者協会（BBWAA）の投票による最優秀選手賞では3位票22、4位票8の計232ポイントで3位にランクインした。また、自身初となるシルバースラッガー賞を受賞した。12月5日にはファーストチームの指名打者としては自身初、通算では2年連続3度目となるオールMLBチームに選出された。
2023年7月2日に選手間投票で通算2度目となるオールスターゲームに選出されたが、7月4日に故障で辞退した。この年は腹斜筋の負傷で6週間欠場した為に114試合の出場に留まったが、打率.293、31本塁打、97打点、OPS.990を記録し、3年連続4度目となるオールMLBチームにセカンドチームの指名打者として選出された。
2024年は通算3度目となるオールスターゲームに初めてファン投票で選出された。この年は打率.308、35本塁打、86打点、OPS.959を記録し、4年連続5度目となるオールMLBチームにセカンドチームの指名打者として選出された。

## 選手としての特徴
打撃はパワーだけでなくアベレージも残せると高く評価されている。守備では一塁、左翼ともに平均以下で、将来は指名打者専任が予想されている。

## 詳細情報

### 年度別打撃成績
| 年 度    | 球 団    | 試 合 | 打 席 | 打 数 | 得 点 | 安 打 | 二 塁 打 | 三 塁 打 | 本 塁 打 | 塁 打 | 打 点 | 盗 塁 | 盗 塁 死 | 犠 打 | 犠 飛 | 四 球 | 敬 遠 | 死 球 | 三 振 | 併 殺 打 | 打 率 | 出 塁 率 | 長 打 率 | O P S |
| -------- | -------- | ----- | ----- | ----- | ----- | ----- | -------- | -------- | -------- | ----- | ----- | ----- | -------- | ----- | ----- | ----- | ----- | ----- | ----- | -------- | ----- | -------- | -------- | ----- |
| 2019     | HOU      | 87    | 369   | 313   | 58    | 98    | 26       | 0        | 27       | 205   | 78    | 0     | 0        | 0     | 2     | 52    | 4     | 2     | 94    | 9        | .313  | .412     | .655     | 1.067 |
| 2020     | HOU      | 2     | 9     | 8     | 2     | 2     | 0        | 0        | 1        | 5     | 4     | 0     | 0        | 0     | 0     | 0     | 0     | 1     | 1     | 1        | .250  | .333     | .625     | .958  |
| 2021     | HOU      | 144   | 598   | 537   | 92    | 149   | 35       | 1        | 33       | 285   | 104   | 1     | 0        | 0     | 3     | 50    | 3     | 8     | 145   | 16       | .277  | .346     | .531     | .877  |
| 2022     | HOU      | 135   | 561   | 470   | 95    | 144   | 29       | 2        | 37       | 288   | 97    | 1     | 1        | 0     | 7     | 78    | 9     | 6     | 106   | 12       | .306  | .406     | .613     | 1.019 |
| 2023     | HOU      | 114   | 496   | 410   | 77    | 120   | 24       | 1        | 31       | 239   | 97    | 0     | 0        | 0     | 4     | 69    | 5     | 13    | 92    | 7        | .293  | .407     | .583     | .990  |
| 2024     | HOU      | 147   | 635   | 552   | 88    | 170   | 34       | 2        | 35       | 313   | 86    | 6     | 0        | 0     | 4     | 69    | 16    | 10    | 95    | 14       | .308  | .392     | .567     | .959  |
| MLB：6年 | MLB：6年 | 629   | 2668  | 2290  | 412   | 683   | 148      | 6        | 164      | 1335  | 466   | 8     | 1        | 0     | 20    | 318   | 37    | 40    | 533   | 59       | .298  | .390     | .583     | .973  |

- 2024年度シーズン終了時

### 年度別守備成績
| 年 度 | 球 団 | 左翼（LF） | 左翼（LF） | 左翼（LF） | 左翼（LF） | 左翼（LF） | 左翼（LF） |
| 年 度 | 球 団 | 試 合      | 刺 殺      | 補 殺      | 失 策      | 併 殺      | 守 備 率   |
| ----- | ----- | ---------- | ---------- | ---------- | ---------- | ---------- | ---------- |
| 2019  | HOU   | 10         | 9          | 1          | 1          | 0          | .909       |
| 2021  | HOU   | 41         | 49         | 3          | 1          | 0          | .981       |
| 2022  | HOU   | 56         | 79         | 7          | 2          | 1          | .977       |
| 2023  | HOU   | 40         | 59         | 2          | 0          | 0          | 1.000      |
| 2024  | HOU   | 53         | 71         | 3          | 1          | 0          | .987       |
| MLB   | MLB   | 200        | 267        | 16         | 5          | 1          | .983       |

- 2024年度シーズン終了時

### 表彰
- リーグチャンピオンシップシリーズMVP：1回（2021年）
- シルバースラッガー賞（指名打者部門）：1回（2022年）
- 新人王（2019年）
- オールMLBチーム[21]
  - ファーストチーム（指名打者）：1回（2022年）
  - セカンドチーム（指名打者）：4回（2019年、2021年、2023年、2024年）
- プレイヤー・オブ・ザ・マンス：1回（2022年6月）

### 記録
MiLB
- オールスター・フューチャーズゲーム選出：2回（2017年、2018年）

MLB
- MLBオールスターゲーム選出：2回（2022年、2023年）
- サイクル安打：1回（2024年7月21日）

### 背番号
- 44（2019年 - ）